# Championnats d'Europe de VTT 2016
Navigation
2015 2017
Les championnats d'Europe de VTT 2016 ont lieu du 5 au 8 mai 2016, dans le quartier de Huskvarna à Jönköping en Suède. Ils sont organisés par l'Union européenne de cyclisme.

## Résultats

### Cross-country
| Épreuves               | Or                                                           | Argent                                                                  | Bronze                                                        |
| ---------------------- | ------------------------------------------------------------ | ----------------------------------------------------------------------- | ------------------------------------------------------------- |
| Hommes                 | Julien Absalon                                               | Fabian Giger                                                            | Ondrej Cink                                                   |
| Hommes moins de 23 ans | Victor Koretzky                                              | Titouan Carod                                                           | Marcel Guerrini                                               |
| Hommes juniors         | Thomas Bonnet                                                | Vital Albin                                                             | Axel Zingle                                                   |
| Femmes                 | Jolanda Neff                                                 | Annika Langvad                                                          | Sabine Spitz                                                  |
| Femmes moins de 23 ans | Sina Frei                                                    | Jenny Rissveds                                                          | Evie Richards                                                 |
| Femmes juniors         | Sophie Wright                                                | Hélène Clauzel                                                          | Caroline Bohé                                                 |
| Relais mixte           | Suisse Marcel Guerrini Vital Albin Jolanda Neff Lars Forster | France Victor Koretzky Axel Zingle Pauline Ferrand-Prévot Jordan Sarrou | Allemagne Georg Egger Niklas Schehl Sabine Spitz Ben Zwiehoff |

### Cross-country eliminator
| Épreuves | Or           | Argent            | Bronze             |
| -------- | ------------ | ----------------- | ------------------ |
| Hommes   | Emil Linde   | Daniel Federspiel | Martin Setterberg  |
| Femmes   | Iryna Popova | Anne Terpstra     | Anna Oberparleiter |

### Cross-country marathon
Les championnats d'Europe de cross-country marathon ont lieu le 5 juin à Sigulda en Lettonie.
| Épreuves      | Or           | Argent           | Bronze         |
| ------------- | ------------ | ---------------- | -------------- |
| Hommes 103 km | Peeter Pruus | Tiago Ferreira   | Kristian Hynek |
| Femmes 80 km  | Sally Bigham | Jennie Stenerhag | Katazina Sosna |

## Tableau des médailles
| Rang  | Nation          | Or | Argent | Bronze | Total |
| ----- | --------------- | -- | ------ | ------ | ----- |
| 1     | France          | 3  | 3      | 1      | 7     |
| 2     | Suisse          | 3  | 2      | 1      | 6     |
| 3     | Suède           | 1  | 1      | 1      | 3     |
| 4     | Grande-Bretagne | 1  | 0      | 1      | 2     |
| 5     | Ukraine         | 1  | 0      | 0      | 1     |
| 6     | Danemark        | 0  | 1      | 1      | 1     |
| 7     | Autriche        | 0  | 1      | 0      | 1     |
| 7     | Pays-Bas        | 0  | 1      | 0      | 1     |
| 9     | Allemagne       | 0  | 0      | 2      | 2     |
| 10    | Italie          | 0  | 0      | 1      | 1     |
| 10    | Tchéquie        | 0  | 0      | 1      | 1     |
| Total | Total           | 9  | 9      | 9      | 27    |